# دون موراي (طبال)
دون موراي (بالإنجليزية: Don Murray)‏ هو طبال أمريكي، ولد في 8 نوفمبر 1945، وتوفي في 22 مارس 1996.

## وصلات خارجية
- دون موراي على موقع ميوزك برينز (الإنجليزية)
- دون موراي على موقع ديسكوغز (الإنجليزية)